# لوني نيلسن
لوني نيلسن (بالإنجليزية: Lonnie Nielsen)‏ هو لاعب غولف أمريكي، ولد في 29 يونيو 1953 في بيلي بلين في الولايات المتحدة.

## وصلات خارجية
- لوني نيلسن على موقع رابطة لاعبي الغولف المحترفين (الإنجليزية)